# Tárnok
Tárnok je vas na Madžarskem, ki upravno spada pod podregijo Budaörsi Županije Pešta.